# EUABIR
eUABIR - Інституційний репозитарій Української академії банківської справи Національного банку України, що я вляє собою електронний архів, який накопичує, зберігає та надає вільний, довгостроковий та безкоштовний доступ до електронних версій наукових публікацій, науково-методичних та навчальних матеріалів, створених науковими працівниками, аспірантами та студентами академії.
Репозитарій є ресурсом відкритого доступу та частиною загальної електронної колекції наукової бібліотеки академії, що дозволяє без обмежень використовувати електронні колекції наукових надбань академії з дослідницькою, навчальною та освітньою метою. 
Розпочав eUABIR роботу 20 січня 2011 року. Репозитарій має міжнародний стандартний номер періодичного видання ISSN 2310-8584. 
eUABIR створений на програмному забезпеченні відкритого коду DSpace.
Колекції репозитарію eUABIR:
- Газета «АкадеМіх»
- Англомовні праці викладачів
- Буклети
- Бібліографічні покажчики
- Дисертації і автореферати
- ЗМІ про академію
- Кваліфікаційні роботи студентів
- Монографії, навчальні посібники
- Навчально-методичні матеріали
- Презентації
- Препринти
- Статті, тези доповідей, наукові звіти

eUABIR є учасником проекту ELibUkr «Електронна Бібліотека України: створення Центрів Знань в Університетах України».
eUABIR є учасником наукометричного рейтингу Webometrics “The Ranking Web of World repositories”. За даними 2014 року академічний репозитарій займає 8-е місце в Україні та 443 за міжнародним рейтингом з 1897 архівів світу.
Координатор eUABIR – Ониксимова Лариса Теофанівна.